# Prepona pheridamas
Prepona pheridamas är en fjärilsart som beskrevs av Jung 1792. Prepona pheridamas ingår i släktet Prepona och familjen praktfjärilar. Inga underarter finns listade i Catalogue of Life.

## Bildgalleri

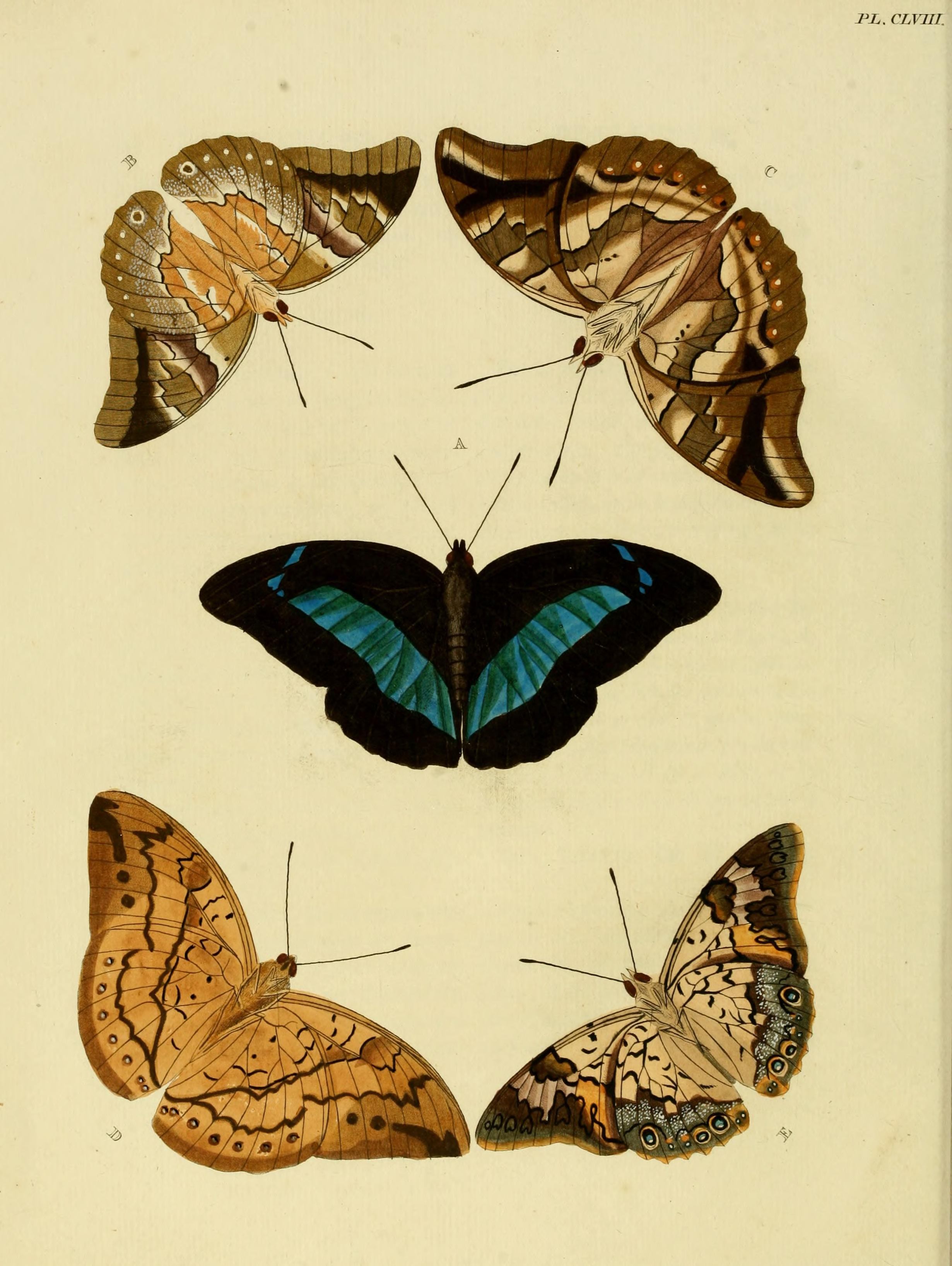
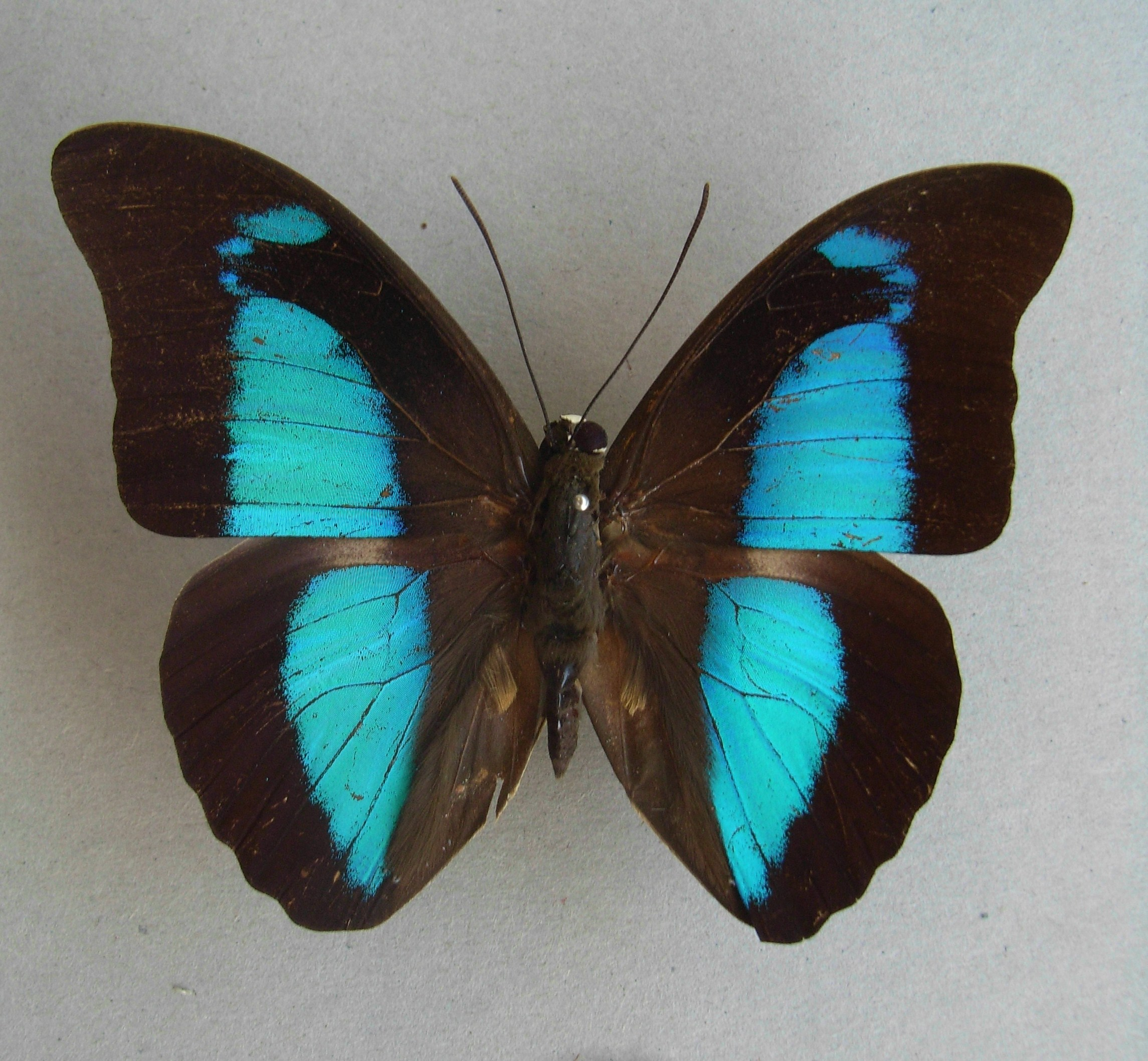